# Blue Demons de DePaul
Les Blue Demons de DePaul (en anglais : DePaul Blue Demons) sont un club omnisports universitaire de l'université DePaul à Chicago (Illinois). Les équipes des Blue Demons participent aux compétitions universitaires organisées par la National Collegiate Athletic Association. DePaul fait partie de la Big East Conference depuis 2005 après avoir été membre de la Conference USA. Cette université ne dispose pas de programme de football américain.
Le programme le plus important des Blue Demons est celui de basket-ball masculin. DePaul a pris part à deux Final Four (1943 et 1979), mais n'a jamais atteint la finale. Les Blue Demons ont également remporté le National Invitation Tournament en 1945. Parmi les anciens de DePaul, on peut nommer George Mikan et Mark Aguirre, notamment. De 1942 à 1984, l'entraîneur était Ray Meyer. Jerry Wainwright a pris sa succession en 2005.
L'équipe féminine de basket-ball a atteint pour la première fois de son histoire les huitièmes de finale du tournoi national NCAA en 2006.
L'équipe féminine de softball a participé à de nombreuses reprises aux tournois nationaux de fin de saison.